# Portugal en los Juegos Paralímpicos de París 2024
Portugal estuvo representado en los Juegos Paralímpicos de París 2024 por un total de 26 deportistas, 17 hombres y nueve mujeres.

## Medallistas
El equipo paralímpico portugués obtuvo las siguientes medallas:
| Nombre             | Deporte          | Evento                      |
| ------------------ | ---------------- | --------------------------- |
| Oro                |                  |                             |
| Miguel Monteiro    | Atletismo        | Peso F40 masculino          |
| Cristina Gonçalves | Bochas           | Individual BC2 femenino     |
| Plata              |                  |                             |
| Sandro Baessa      | Atletismo        | 1500 m T20 masculino        |
| Bronce             |                  |                             |
| Carolina Duarte    | Atletismo        | 400 m T13 femenino          |
| Luis Costa         | Ciclismo en ruta | Contrarreloj H5 masculino   |
| Djibrilo Iafa      | Judo             | –73 kg J1 masculino         |
| Diogo Cancela      | Natación         | 200 m estilos SM8 masculino |